# Euxoa truva
Euxoa truva là một loài bướm đêm trong họ Noctuidae.